# Фульк дю Мерль
Фульк (Фуко) дю Мерль (Foulques (Foucaud) du Merle) (ум. 1314) — маршал Франции (1302).
Представитель нормандского дворянского рода, основателем которого считается Роже дю Мерль, живший в XI веке. Сын Гильома VI дю Мерля и Марии де Ноллан, дамы де Танкарвиль и де Гасе. Брат Ги дю Мерля, епископа Лизьё.
Начал военную службу во второй половине 1280-х гг. В 1295 г. сопровождал Жана II д’Аркура (лейтенант-генерала морской армии) во время осады и взятия Дувра. После возвращения руководил обороной Абвилля (Abbeville) во время высадки английского десанта.
С 1302 года, после гибели в битве при Куртре маршалов Симона де Мелена и Ги I де Клермон де Неля, — маршал Франции. Выступил во Фландрию во главе двухтысячной армии (в том числе 500 всадников) и нанёс фламандцам ряд поражений, после чего королём Филиппом Красивым был назначен губернатором графства.
В июне 1303 года во главе войска в 1400 человек, усиленного отрядом графства Эно, выступил на поддержку горожан Турне, осаждённых 50-тысячной армией графа Фландрии, в результате было заключено перемирие.
Вместе с королём 10 января 1304 года принял участие в первом заседании Тулузского парламента, сидел по правую руку от Филиппа Красивого.
В августе 1304 года участвовал в битве при Монз-ан-Певель с фламандцами, которая продолжалась весь день и закончилась победой французов благодаря успешным действиям кавалерии.
В 1310 году совершил поход в Лионнэ для усмирения горожан, в результате в 1312 году Лион вошёл в состав королевского домена.
В 1311 году участвовал в работе Лионского собора, решившего судьбу тамплиеров.
В 1314 году умер во время похода во Фландрию.
Фульк дю Мерль после смерти отца унаследовал баронии Мерлеро и Мессе, после смерти матери получил её сеньории Танкарвиль и Гасе.
В феврале 1304 года получил для себя и своих наследников по прямой линии ренту в 200 турских ливров, которую в 1306 году король заменил на конфискованные у Арнюльфа де Бриуза сеньории Бриуз и Беллу с уплатой разницы в доходах (139 ливров). В 1307 году в компенсацию задолженности по оплате за службу король передал ему доходы от владений покойного Гильома Клиссона.
Имя и происхождение жены Фулька дю Мерля не выяснены. Исторические исследователи XVIII века сообщают о трёх сыновьях:
- Жан дю Мерль, сеньор де Мерль-Рауль, де Гасе, де Медави, де Шано, барон де Сен-Жюльен де Фукон.
- Гильом дю Мерль (ум. 1330), сеньор де Мессе
- Гильом Младший дю Мерль, сеньор де Бриуз и де Беллу.

Потомками Фулька дю Мерля были:
- сеньоры де Бовилье, де Буабарбо и де Бовуар, линия угасла в 1780-е гг.
- сеньоры де Прео.
- сеньоры де Бланбюиссон, линия угасла в 1810 г.
- сеньоры де Ла Веспьер.